# 相模原市立津久井中央小学校
相模原市立津久井中央小学校（さがみはらしりつ つくいちゅうおうしょうがっこう）は、神奈川県相模原市緑区三ケ木にある公立小学校。

## 沿革
- 1960年（昭和35年）
  - 4月1日 - 津久井町立中野小学校三ヶ木分校と津久井町立青山小学校を統合し、津久井町立中央小学校開校。
  - 4月14日 - 開校式典挙行。
- 1961年（昭和36年）4月28日 - 新校舎落成。
- 1965年（昭和40年）5月4日 - センター方式による学校完全給食開始。
- 1966年（昭和41年）7月23日 - プール（8m×25m）完成式挙行。
- 1968年（昭和43年）8月25日 - 岩石園完成。
- 1969年（昭和44分）10月5日 - 創立10周年記念式典挙行し、校章と校歌を制定。
- 1977年（昭和52年）2月20日 - 鉄筋コンクリート3階建新校舎落成。
- 1978年（昭和53年）6月30日 - プール更衣室完成。
- 1979年（昭和54年）7月6日 - プール浄化槽が完成し、稼働開始。
- 1981年（昭和56年）3月1日 - 創立20周年記念式典挙行し、記念誌発行。更に、校歌碑建立。
- 1985年（昭和60年）3月24日 - 屋内運動場完成。
- 1986年（昭和61年）9月1日 - プレハブ校舎設置。
- 1989年（平成元年）5月31日 - プレハブ校舎設置。
- 1990年（平成2年）
  - 4月4日 - 鉄筋コンクリート3階建新校舎落成。
  - 4月14日 - 創立30周年。
- 1991年（平成3年）3月9日 - 創立30周年記念と新校舎落成記念の両式典挙行。
- 1994年（平成6年）9月1日 - 校庭拡張工事着工。
- 1995年（平成7年）9月26日 - 新プール工事着工。
- 1996年（平成8年）6月24日 - 校庭拡張・新プール・校庭整備工事が完了し、落成式を挙行。
- 1998年（平成10年）8月31日 - 旧校舎階段に手すり設置。
- 1999年（平成11年）
  - 8月31日 - 給食準備室にアコーディオンドア設置。
  - 11月15日 - 校長室・職員室・事務室・保健室にエアコン設置。
- 2000年（平成12年）
  - 2月10日 - インターネット接続。
  - 9月1日 - 給食搬入口扉交換。
- 2001年（平成13年）3月22日 - パソコン教室配線工事完了。
- 2002年（平成14年）8月26日 - 屋内用電波時計設置。
- 2003年（平成15年）
  - 1月31日 - パソコン教室整備完了。
  - 3月1日 - 玄関にインターフォン設置。
- 2006年（平成18年）3月20日 - 津久井町が相模原市へ合併されたため、相模原市立津久井中央小学校[注 1]と改称。
- 2008年（平成20年）7月25日 - 東校舎大規模改修工事。
- 2010年（平成22年）4月 - この月から、創立50周年事業取り組み。
- 2011年（平成23年）1月23日 - 創立50周年事業閉幕式挙行し、記念誌発行。
- 2017年（平成29年）3月4日 - 屋外便所設置。
- 2018年（平成30年）11月11日 - 体育館改修工事完了。

## 通学区域
- 相模原市緑区[1]
  - 青山（2882番地～3941番地）
  - 三ケ木（全域）

## 進学中学校
- 相模原市緑区[2]
  - 相模原市立中野中学校

## 周辺
- 宗安寺
- 安養寺
- 国道412号
- 津久井湖ゴルフ倶楽部

## アクセス
- 神奈川中央交通「橋03」・「橋04」・「三51」・「三53」・「三55」・「三56」の各系統で、「三ヶ木新宿」停留所より、
  - のりば1（半原行・鳥居原ふれあいの館行・伏馬田入口行・東野行・月夜野行・橋本駅（北口(橋03)・南口(橋04)））より、徒歩約675m・約10分。
  - のりば2（三ケ木行）より、徒歩約680m・約10分。
  - なお、「青山」バス停の方が学校正門まで直線距離で約200mと近いが、道路の関係で遠回りとなる。